# 셰인 스멜츠
셰인 에드워드 스멜츠(Shane Edward Smeltz, 1981년 9월 29일 ~ )는 독일에서 태어난 뉴질랜드의 전 축구 선수로서 포지션은 스트라이커이다.

## 축구인 생활

### 선수 생활
뉴질랜드와 오스트레일리아의 팀에서 뛰다 2005년부터 2007년까진 잉글랜드에서 활약하였다. 2005년 오스트레일리아 국적을 획득하여 이중국적을 갖게 되었다.
2007년, 호주 A-리그의 웰링턴 피닉스에 입단하여 핵심 선수로 활약하며 웰링턴의 2007-08 시즌 최우수 선수상, 최다 득점 선수상 등을 수상하였고 2007년 오세아니아 올해의 축구 선수상도 수여받았다. 다음 시즌인 A-리그 2008-09 시즌에선 팀내 득점왕을 넘어 리그 득점왕까지 차지하였으며 2연속 오세아니아 올해의 축구 선수상을 수상하였다.
2009년, 신생팀인 골드코스트 유나이티드로 이적하였다. 골드코스트에서도 핵심 스트라이커로 활약하며 25경기에 출전해 19골을 뽑아내 2시즌 연속 리그 득점왕에 올랐다.
2010년 FIFA 월드컵에서의 선전 이후 중국 슈퍼 리그 산둥 루넝으로의 이적이 발표되었으나 돌연 이적을 취소하였다. 이후 터키 쉬페르리그의 겐츨레르비를리이로 이적하였다.

### 국가대표 생활
2003년부터 성인 국가대표팀 멤버로 활약했으며, 2010년 FIFA 월드컵 아시아 지역 예선 플레이오프 진출 국가와 월드컵 티켓을 놓고 경기할 국가를 가리는 2008년 OFC 네이션스컵에서 8골을 터뜨려 득점 랭킹 1위에 오르며 뉴질랜드가 우승을 차지하는데 크게 공헌하였다. 이후 뉴질랜드는 플레이오프에서 바레인을 누르고 월드컵에 진출하였다.
2010년 FIFA 월드컵에 본선에서 슬로바키아전 윈스턴 리드의 헤딩골을 어시스트 하기도 하였고, 이탈리아를 상대로 선취골을 성공시키는 등 좋은 활약을 펼쳤다.